# Расулево
Расу́лево (рос. Расулево, башк. Рәсүл) — присілок у складі Учалинського району Башкортостану, Росія. Входить до складу Імангуловської сільської ради.
Населення — 292 особи (2010; 294 в 2002).
Національний склад:
- башкири — 99%

## Відомі люди
- Шаяхметов Фазулла Зайнуллович — Герой Соціалістичної Праці.